# Attentat de la plage du Lido de 2024
L'attentat de la plage du Lido de 2024 survient le 2 août 2024 lorsqu'Al-Shabaab attaque la plage du Lido (en) à Mogadiscio, la capitale somalienne. L'attaque commence par un attentat-suicide, suivi d'une fusillade de masse à l'intérieur d'un hôtel. Des explosions et des coups de feu secouent un hôtel près de la plage, des restaurants et d'autres hôtels de la région étant également pris pour cible. Un kamikaze se fait exploser près de l'hôtel Beach View, entraînant la mort d'au moins 37 personnes et des centaines de blessés.
Il s'agit de l'attaque la plus meurtrière dans la Corne de l'Afrique depuis que deux voitures piégées explosent près d'un carrefour très fréquenté d'un marché en octobre 2022, tuant au moins 100 personnes et en blessant 300 autres.

## Contexte
Le groupe djihadiste Al-Shabaab lance une insurrection en 2006, rejoignant la guerre civile somalienne pour imposer la charia.
La plage du Lido est un lieu de visite très fréquenté à Mogadiscio, particulièrement fréquenté le vendredi soir, lorsque les somaliens se rassemblent pour profiter de leur week-end. La zone est déjà ciblée par les militants d'Al-Shabaab. L'attaque la plus récente avant celle-ci a lieu en juin 2023, lorsque neuf personnes sont tuées.
L'hôtel Beach View est un lieu populaire sur la plage du Lido à Mogadiscio. Il est souvent visité par des fonctionnaires du gouvernement et des civils. Al-Shabaab attaque des endroits comme celui-ci pour provoquer la peur et l'instabilité, attirer l'attention sur sa cause et montrer qu'il peut attaquer des hôtels et des restaurants bien protégés,.

## Attaque
L'attaque commence lorsqu'un kamikaze explose à l'entrée de l'hôtel Beach View. D'autres assaillants tentent de pénétrer dans l'hôtel et tirent et tuent des personnes sur la plage. Les forces de sécurité engagent une fusillade, tuant apparemment des militants,.

## Conséquences
Les forces de sécurité neutralisent en toute sécurité un véhicule rempli d'explosifs. L'attaque fait au moins 37 morts et au moins 200 blessés. L'une des victimes est un soldat. Le kamikaze et les cinq hommes armés sont tués, tandis qu'un septième assaillant, un kamikaze qui tente de faire exploser une voiture piégée, est arrêté.

## Réactions

### Nationales
Le président du Puntland (en), Said Abdullahi Dani, ainsi que les anciens présidents Mohamed Abdullahi Mohamed et Sharif Sheikh Ahmed, et les anciens Premiers ministres Abdiweli Mohamed Ali, Omar Abdirashid Ali Shermarke et Hassan Ali Khayre, condamnent tous l'attaque. L'ancien ministre de la Planification, Abdirahman Abdishakur (en), ainsi que d'autres responsables gouvernementaux, condamnent également l'attaque. Cependant, le président actuel, Hassan Sheikh Mohamoud, ne réagit pas encore.

### Internationales
Moussa Faki Mahamat, président de la Commission de l'Union africaine, présente ses condoléances aux proches des victimes.
Le Premier ministre éthiopien Abiy Ahmed et le président djiboutien Ismaïl Omar Guelleh condamnent également l'attaque.
Les États-Unis, le Royaume-Uni et la Mission des Nations unies en Somalie condamnent l'attaque.
Le ministre des Affaires étrangères égyptien, Ahmed Aboul Gheit, et le Parlement arabe dénoncent l'attaque,.
Le ministère turc des Affaires étrangères déclare "Nous sommes profondément attristés par la perte de nombreuses vies humaines et les blessures causées par l'attaque terroriste d'hier à Mogadiscio."